# Kuklik szkarłatny

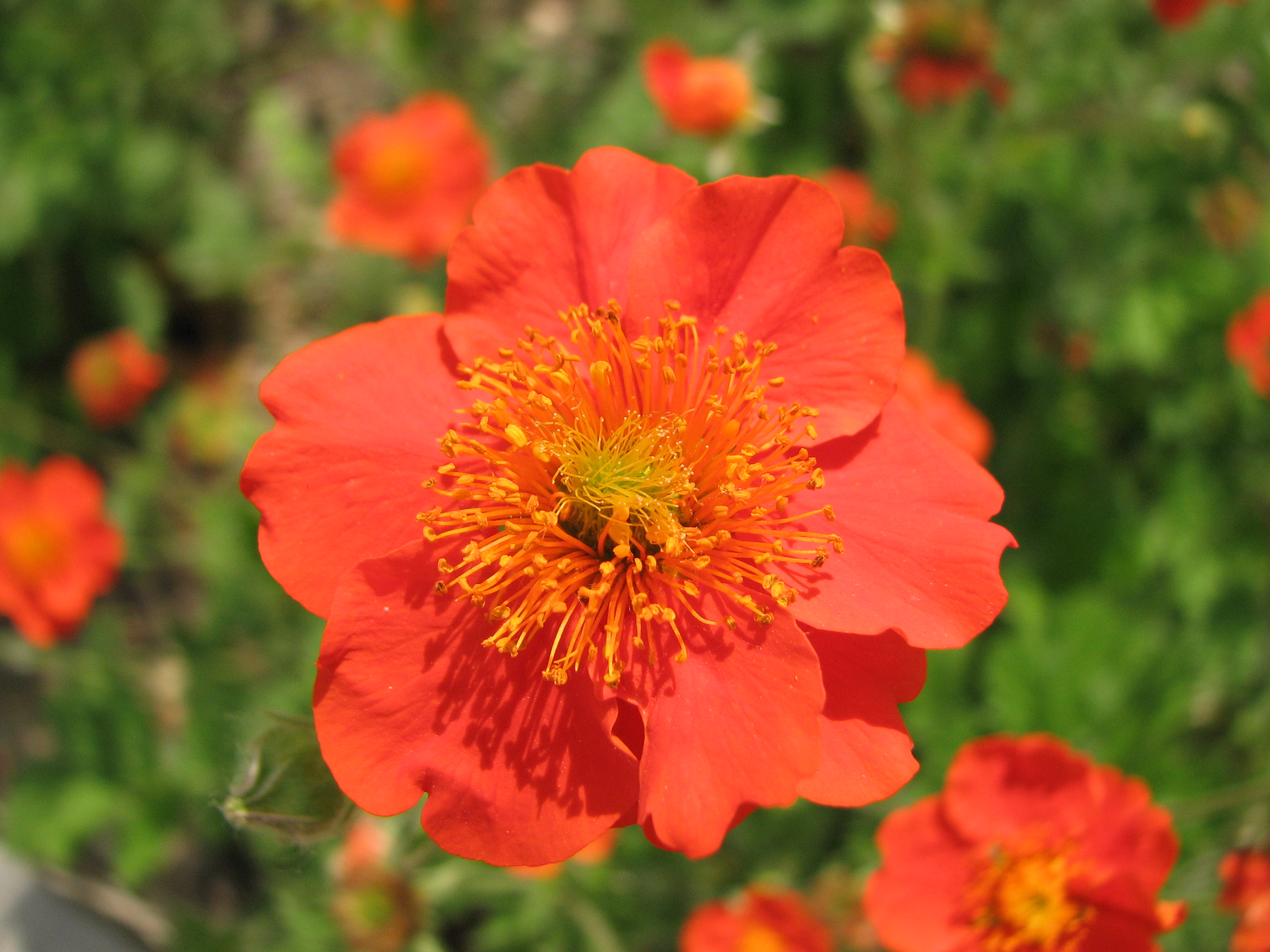
Kwiat

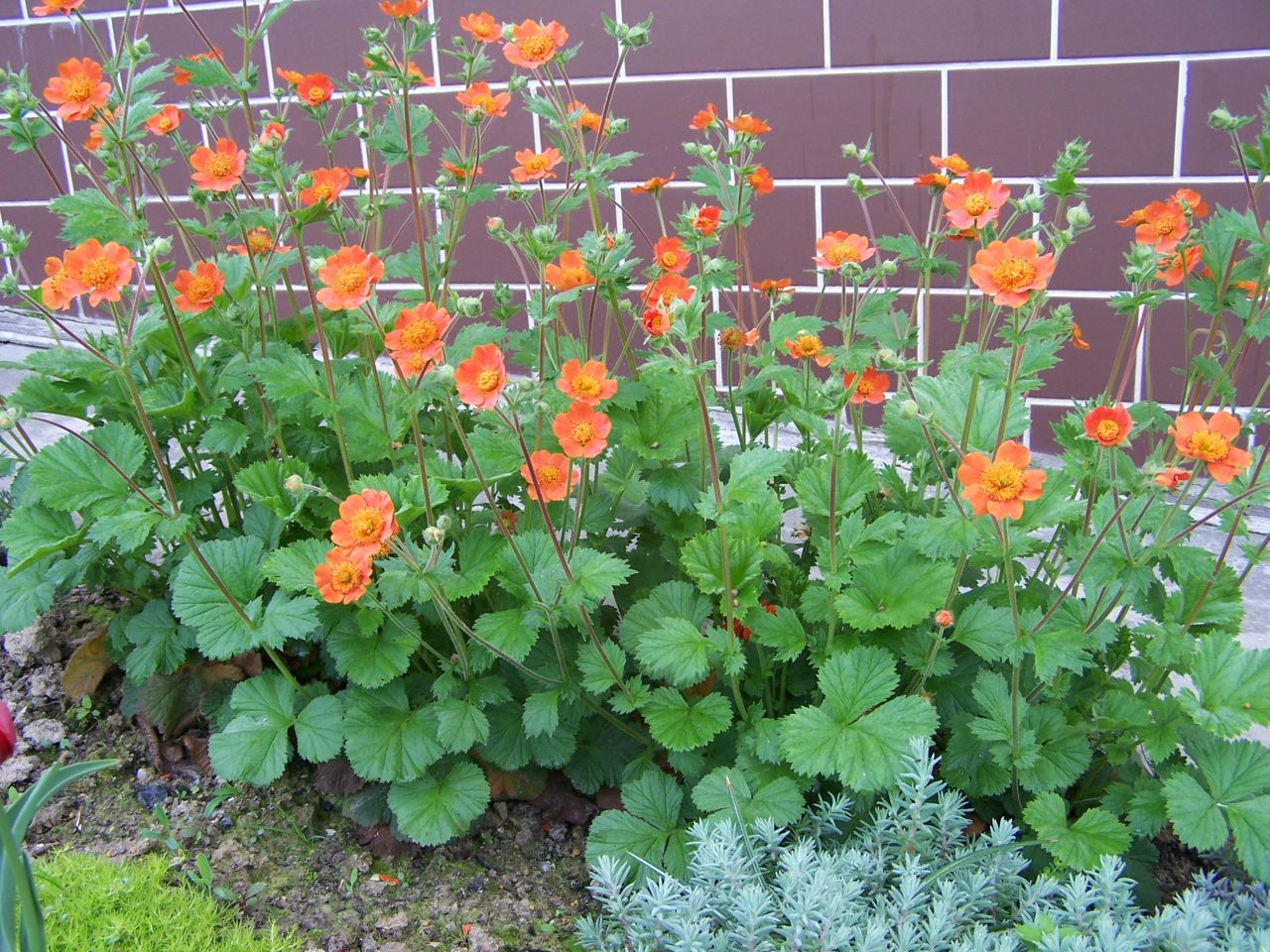
Kuklik szkarłatny na rabacie

Kuklik szkarłatny (Geum coccineum Sm.) – gatunek byliny należący do rodziny różowatych. Rodzimym obszarem jego występowania jest południowo-wschodnia Europa i Turcja, rozprzestrzenił się także miejscami w Europie Środkowej (Niemcy, Słowacja). Jest wielu krajach, również w Polsce uprawiany jako roślina ozdobna.

## Morfologia
PokrójWyrastające z kłącza liczne łodygi tworzą wraz z liśćmi gęste kępy.
ŁodygaWzniesiona, dołem pojedyncza, górą rozgałęziająca się, delikatnie owłosiona. Górna część zwykle wybarwiona na czerwonawy kolor. Osiąga wysokość do 60 cm. Pod ziemią silnie rozgałęzione kłącze.
LiścieLiście odziomkowe nieparzysto-pierzasto złożone. Sercowatego kształtu listek szczytowy wyraźnie większy od pozostałych, karbowany, podwójnie ząbkowany. Pozostałe listki szerokojajowate, podwójnie ząbkowane. Liście łodygowe znacznie mniejsze. Dolne o kształcie podobnym do liści odziomkowych, górne tylko 3-listkowe, przy czym środkowy listek ma krótki ogonek, boczne listki są siedzące. Wszystkie liście jasnozielonego koloru, o wyraźnych i owłosionych nerwach,
KwiatyPojedyncze kwiaty wyrastają na długich szypułkach z kątów liści w górnej części łodygi. 6 trójkątnych, wydłużonych działek kielicha odgiętych w dół, pomiędzy nimi 6 bardzo wąskich, prostych działek. Korona o średnicy ok. 2 cm, złożona jest z 6 pomarańczowoczerwonych, wolnych płatków bez paznokcia, o szeroko owalnym kształcie, wyciętych na szczycie. Pręciki bardzo liczne, słupek jeden z bardzo licznymi, nitkowatymi szyjkami. Roślina kwitnie od maja do czerwca, jest owadopylna, w jesieni często powtarza kwitnienie, ale drugi raz kwitnie już słabiej.
OwoceLiczne niełupki.

## Zastosowanie
Roślina ozdobna. Jest uprawiana głównie ze względu na swoje kwiaty. Może spełniać również funkcje rośliny okrywowej, gdyż rozrasta się bardzo ekspansywnie, tworząc gęstą warstwę utrudniającą rozwój chwastów. Nadaje się do ogródków skalnych oraz na rabaty. Oprócz typowej formy uprawiane są również kultywary, np. `Werner Arends` – niski, dorastający tylko do 30 cm, o kwiatach jaskrawopomarańczowych.

## Uprawa
Odpowiednie jest stanowisko słoneczne lub półcieniste. Nie ma specjalnych wymagań co do gleby. Jest w pełni mrozoodpornym geofitem ryzomowym. Sadzi się gotowe sadzonki, lub kawałki kłącza, można też rozmnażać przez nasiona. Kłącze rozrasta się bardzo szybko, roślina stosunkowo szybko zagęszcza się, wskutek czego po kilku latach słabo kwitnie. Aby temu zapobiec co 4 lata należy kłącze wykopać, przerzedzić i ponownie zasadzić. Przekwitnięte kwiaty należy ściąć, co umożliwi silniejsze powtórne kwitnienie.